# Saint-Floxel
Saint-Floxel település Franciaországban, Manche megyében. Lakosainak száma 490 fő (2022. január 1.). Saint-Floxel Vaudreville, Écausseville, Émondeville, Éroudeville, Fontenay-sur-Mer, Joganville, Montebourg, Ozeville és Saint-Marcouf községekkel határos.

## Népesség
A település népessége az elmúlt években az alábbi módon változott:
| Lakosok száma | 325  | 326  | 348  | 423  | 482  | 485  | 491  | 494  | 496  | 490  |
|               | 1968 | 1982 | 1990 | 2006 | 2013 | 2015 | 2017 | 2019 | 2020 | 2022 |